# Amor e Revolução
Amor e Revolução est une telenovela brésilienne diffusée en 2011-2012 par SBT.

## Distribution
| Acteur/Actrice       | Caractère                       |
| -------------------- | ------------------------------- |
| Graziella Schmitt    | Maria Paixão                    |
| Cláudio Lins         | Majeur José Guerra              |
| Lúcia Veríssimo      | Jandira Batistelli              |
| Licurgo Spinola      | Rubens Batistelli               |
| Reinaldo Gonzaga     | Général Lobo Guerra             |
| Glauce Graieb        | Ana Guerra                      |
| Nico Puig            | Majeur Filinto Guerra           |
| Patrícia de Sabrit   | Olívia Guerra / Violeta Antunes |
| Mário Cardoso        | Thiago Paixão                   |
| Fátima Freira        | Lúcia Paixão                    |
| Paulo Leal           | João Paixão                     |
| Joana Lima Verde     | Stela Lira                      |
| Thaís Pacholek       | Míriam Santos Guerra            |
| Cláudio Cavalcanti   | Geraldo Cordeiro                |
| Gabriela Alves       | Odete de Oliveira Fiel          |
| Marcos Breda         | Carlo Fiel                      |
| Gisele Tigre         | Marina Campobello               |
| Luciana Vendramini   | Marcela                         |
| Gustavo Haddad       | Mário Viana                     |
| Jayme Periard        | delegate Aranha                 |
| Ernando Tiago        | Fritz                           |
| Fábio Villa Verde    | Lieutenant Telmo Rosa Ansel     |
| Nicole Puzzi         | Feliciana                       |
| Carlos Arthur Thiré  | Francisco "Chico" Duarte        |
| Lui Mendes           | Jeová Santos                    |
| Isadora Ribeiro      | Bianca Luz                      |
| Tiago Abravanel      | Davi                            |
| Patrícia de Jesus    | Nina Madeira/Natália            |
| Antonio Petrin       | Ruy Domênico Oliveira (docteur) |
| Ivan de Almeida      | Santos                          |
| Cacá Rosset          | Roberto Salvatto "Beto Grande"  |
| Élcio Monteze        | Luís Fagundes Muniz             |
| Diogo Savalla Picchi | Priest Francisco Bento          |
| Mário Borges         | Demóstenes                      |
| Fábio Rhoden         | Bartolomeu Fagundes Muniz       |
| Pedro Lemos          | Priest Inácio                   |
| Dani Moreno          | Marta                           |
| Natália Vidal        | Beth                            |
| Natasha Haydt        | Heloísa Oliveira                |
| Aimée Ubaker         | Edith                           |
| Thiago Picchi        | Miguel Salvatto                 |
| Isadora Petrin       | Sônia Salvatto                  |
| Cidinha Milan        | Madame Lola Fagundes            |
| Camila dos Anjos     | Cléo                            |
| Rogério Márcico      | Augusto Fiel                    |
| Daniel Marinho       | Captain Paulo Tavares           |
| Diego Montez         | Gabriel                         |
| Thaynara Bergamim    | Alice de Oliveira Fiel          |
| Bruna Carvalho       | Lara de Oliveira Fiel           |
| Mariusa Bregôli      | Ivone                           |
| Marcelo Reis         | Couto                           |
| Roberto Skora        | Majeur Borges                   |

### Invité spécial
- Samantha Dalsoglio - Vilminha

### Sources
- (pt) Cet article est partiellement ou en totalité issu de l’article de Wikipédia en portugais intitulé « Amor e Revolução » (voir la liste des auteurs).